# 五十口径三年式十二糎七砲
| 綾波型駆逐艦の狭霧。主砲はB型。 |                                        |
| 五十口径三年式十二糎七砲        |                                        |
| 使用勢力                        | 大日本帝国海軍                         |
| 採用年                          |                                        |
| 口径                            | 127mm                                  |
| 砲身長                          | (50口径)                               |
| 砲身重量                        | 4.205トン                              |
| 尾栓形式                        | 階段状断隔螺式                         |
| 初速                            | 910m/秒                                |
| 最大射程                        | 18,445m（仰角44度）                    |
| 最大射高                        |                                        |
| 命数                            | 550発                                  |
| 発射速度                        | 10発/分（平射時）                      |
| 俯仰角                          | 砲架による                             |
| 俯仰速度                        | 12度/秒                                |
| 旋回角                          |                                        |
| 旋回速度                        | 6度/秒                                 |
| 動力                            | 電動油圧                               |
| 砲室重量                        | 25.4トン(A型連装） 約32トン（B型連装） |
| 要員                            |                                        |
| 使用弾                          |                                        |
| 弾丸重量                        | 23.5kg                                 |
| 炸薬重量                        |                                        |
| 装薬重量                        | 7.67kg（7.28kgとも）                   |
| 製造数                          |                                        |
| 備考                            |                                        |

五十口径三年式十二糎七砲（50こうけい3ねんしき12せんち7ほう）とは、日本海軍の小艦艇用艦載砲。荒天時や交戦時の微砕片よけに対応するため、駆逐艦搭載砲としては初めて標準で全周囲に防盾を施した砲である。吹雪型駆逐艦を筆頭に日本海軍の駆逐艦の多くに採用された。

## 概要
設計時期は不明だが、1923年の大正12年度艦艇補充計画に吹雪型駆逐艦の計画と1928年に吹雪が竣工した時点で本砲の搭載が問題なく行われていることを考えると、この間に設計され完成したと思われる。砲は対空射撃に対応した両用砲ではなく、対艦戦闘を重視する平射砲である。

## 特徴
本砲は平射砲であり、水平射撃時には初速910m/秒、10発/分の性能を持つ。
そのため、艦隊戦（夜戦）においては比較的優位性を保つことができるが、対空戦闘については劣勢あるいは対応できなかった。元々平射砲という構想上、最大仰角に制限がある。そこで対空戦闘に対応できるよう、最大仰角を増大させるなど砲の改良は行われたが、照準器や装填機構の改設計や改良は行われなかった。そのため低空で侵入する敵機など、一定の条件下でなら限定的に対処することができたが、それ以外に柔軟な対応はできなかったため、事実上、対空戦闘は不可能であった。

## 各型

### 連装砲架
A型
各タイプの元になった砲で、吹雪型(特型)駆逐艦I型及び改I型に搭載された。最大仰角40度の平射砲であり、常に2門の砲が同時可動する。砲室は3.2mmの鋼板製で、弾片防御の機能はなかったが波浪の影響を受けずに操作できる点で画期的であった。砲室重量は24.5トン。
B型
吹雪型(特型)駆逐艦II型、III型と初春型の一部、改装前の千鳥型水雷艇に搭載された。特徴は、左右の砲の動作の独立化と、最大仰角の40度から75度への引き上げという二点の改良である。ただし弾頭部と装薬は別のままであることから装填時は砲身を水平に戻す必要があったため、高射時の連射速度は毎分4発（ちなみに長10cm高角砲は19発/分、12.7cm高角砲は14発/分）と遅く、最大仰角の引き上げに伴った専用の高射管制装置の搭載も実施されなかったため、米英の同世代の駆逐艦が搭載する両用砲のような対空戦闘は事実上不可能だった。更に2門の砲を独立して可動させる機構の増設は重量増大（約32トン）を招き、搭載艦のトップヘビーを引き起こす要因の一つとなった。友鶴事件後の性能改善工事で盾が改修（もしくは交換）され形状は次に述べるC型に近いものになった。
B型改1
仰角55度。初春型駆逐艦の有明、夕暮に搭載。
C型
B型砲を平射専用に戻した砲（75度→55度）。白露型駆逐艦、朝潮型駆逐艦、陽炎型駆逐艦に搭載された。砲室重量は明らかでないがA型とB型の中間程度と推定される。
※ C型砲架搭載は夕立（白露型）以降とする資料もある。
D型
夕雲型、島風（丙型）に採用された砲で、再度仰角を75度まで引き上げたが装填機構の改善は見られなかった。

### 単装砲架
A型
B型連装砲架に当たる単装砲架。仰角75度、砲室重量約17トン。改装前の千鳥型水雷艇に搭載。
A型改1
仰角75度。初春型駆逐艦に搭載。白露（白露型駆逐艦）には仰角55度としたB型が搭載された。
B型
仰角55度。白露を除く白露型駆逐艦に搭載された。